# 河西美希
河西 美希（かわにし みき，1989年11月11日—）、日本山梨縣出生的讀者模特兒。

## 人物
- Popteen讀者模特兒。
- 與出岡美咲是好朋友，她們同樣通過POP徵選會的前輩、晚輩。

## 出演

### 雑誌
- Popteen

## 外部連結
- 河西美希BLOG （页面存档备份，存于）